# Lorenzo Cesa

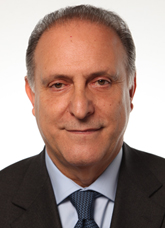
Lorenzo Cesa

Lorenzo Cesa (Arcinazzo Romano, Rome, 16 augustus 1951) is een Italiaans Christendemocratisch politicus.
Lorenzo Cesa is afgestudeerd in de politicologie. Hij was directeur externe relaties van Efimpianti Spa en zat in diverse raden van bestuur van grote ondernemingen en banken en hij was marketing directeur bij een grote communicatieonderneming.
In de jaren 80 en 90 maakte Cesa deel uit van het nationaal directorium van de Democrazia Cristiana (Christendemocraten). Na de opheffing van de DC werd hij lid van de Centrum Christendemocraten (CCD) van Pier Ferdinando Casini en later de Unie van Christendemocraten en Centrum-Democraten (UDC). Lorenzo Cesa zit voor de UDC in de gemeenteraad van Rome.
Bij de Europese verkiezingen van 2004 werd Lorenzo Cesa in het Europees Parlement gekozen voor de UDC/Europese Volkspartij. Hij is lid van de Commissie Begrotingscontrole, de Commissie Industrie, Onderzoek en Energie en de Commissie voor Burgerrechten, Justitie en Binnenlandse Zaken. Daarnaast is hij een van de vicevoorzitters van de Europese Volkspartij (EVP).
Op 27 oktober 2005 werd Cesa als opvolger van Marco Follini tot nationaal secretaris van de UDC gekozen.